# Daniel Nannskog
Daniel Paul Gustav Nannskog (Helsingborg, 22 mei 1974) is een Zweeds oud-profvoetballer. Hij speelde als spits en zijn laatste club was Stabaek Fotball in de Noorse Tippeligaen.

## Clubcarrière
Nannskog stond bekend om zijn harde werk en vastberadenheid op het veld en speelde daarbij in dienst van het elftal. Hij scoorde niet alleen zelf, maar creëerde ook kansen voor anderen. In 2010 stopte hij met voetballen.
Zijn hoogtepunten beleefde hij met Landskrona BoIS, waar hij topscorer werd met 21 goals in het Superettan seizoen 2001 en vooral bij het Noorse Stabaek Fotball waar hij tweemaal topscorer werd in de Tippeligaen met 19 goals in 2006 en in 2008 met 16 goals. Hij won in 2008 zelfs de eerste landstitel met zijn club.

## Interlandcarrière
Onder leiding van bondscoach Lars Lagerbäck debuteerde Nannskog voor het Zweeds voetbalelftal op 14 januari 2007 in de met 2-0 verloren oefenwedstrijd tegen Venezuela in Maracaibo, net als Oscar Wendt, Ola Toivonen, Markus Jonsson, Daniel Mobaeck en Olof Guterstam. Hij kwam uiteindelijk tot zeven interlands voor zijn vaderland en twee goals.

## Erelijst

### Landskrona BoIS
- Topscorer Superettan

2001 (21 goals)

### Stabaek Fotball
- Noors landskampioen

2008
- Topscorer Tippeligaen

2006 (19 goals), 2008 (16 goals)
- 1. divisjon

2005